# Gresham College

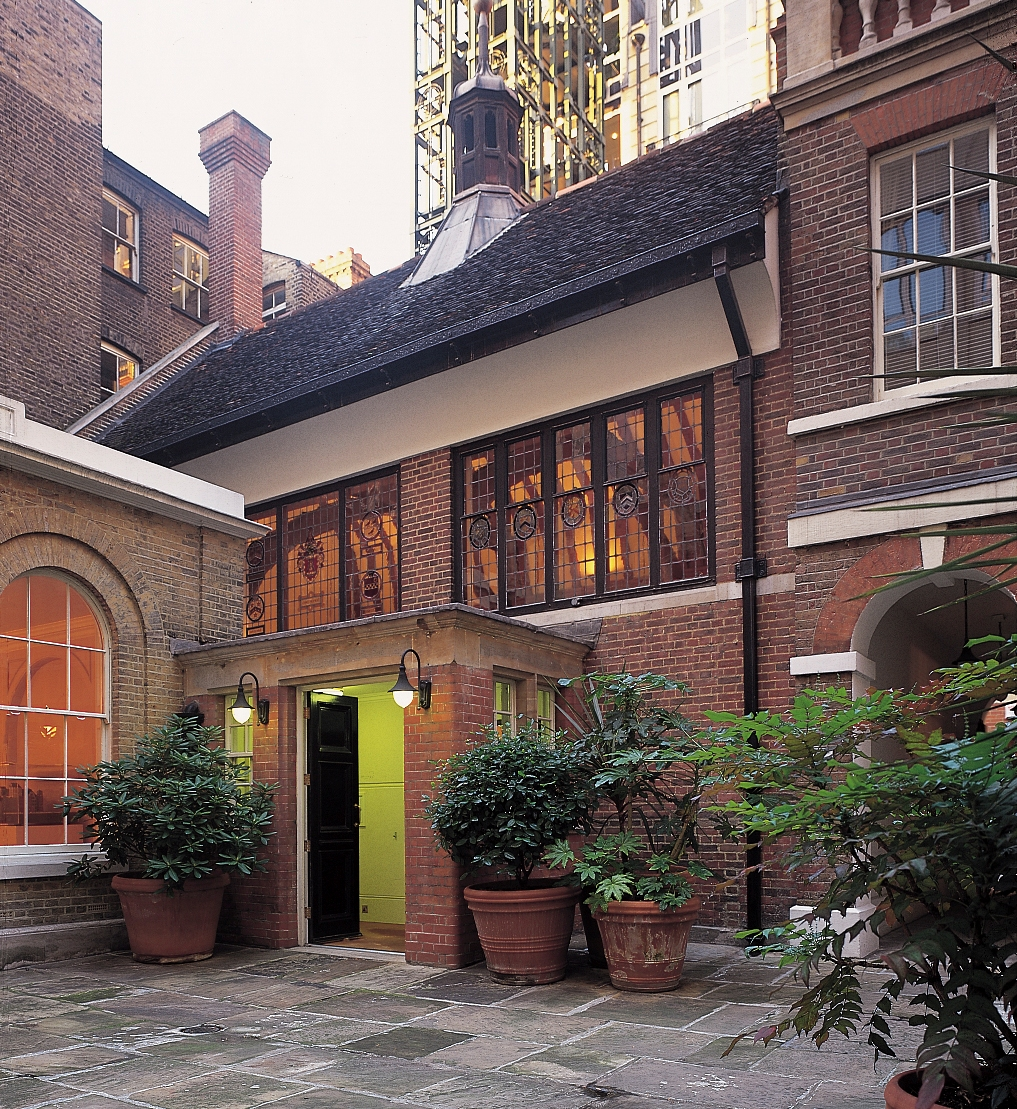
Barnard's Inn Hall, seu actual del Gresham College

El Gresham College de Londres és una institució d'ensenyament superior situada al Barnard's Inn Hall al barri de Holborn al centre de Londres. Va ser fundat el 1597 per testament de Sir Thomas Gresham i actualment allotja més de cent lliçons públiques anuals.

## Història
Sir Thomas Gresham, fundador del Royal Exchange, va deixar les seves propietats en herència a la ciutat de Londres i a la Worshipful Company of Mercers conjuntament. Avui en dia aquestes institucions financen el College a través del Comitè Conjunt del Gran Gresham sota la presidència de l'alcalde de Londres. Sir Thomas va deixar la seva mansió a Bishopsgate com a seu de la institució i li va concedir les rendes produïdes per les botigues situades entorn del Royal Exchange que Gresham havia fundat.
L'èxit del College en els seus començaments, va fer que s'incorporés a la Royal Society des del seu inici el 1663, essent la seu de les seves activitats a Bishopsgate fins al 1710 en què va construir la seva pròpia seu.
El Gresham College va romandre a Bishopsgate fins al 1768 i, després de moure's per diverses localitzacions a Londres, va construir nous edificis el 1842 a Gresham Street. El Gresham College no va formar part dels membres fundadors de la Universitat de Londres el segle xix, encara que han mantingut una estreta col·laboració durant molts anys.
Des de 1991 el College opera als edificis actuals de Barnard's Hill Inn, a Holborn (Londres)

## Càtedres

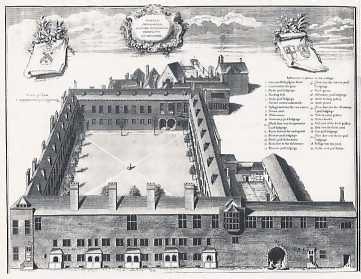
Gresham College, gravat de George Vertue (1740)

Les sis càtedres del Gresham que es van crear originàriament eren:
- Astronomia
- Divinitat (Teologia)
- Matemàtiques
- Lleis
- Música
- Física
- Retòrica

Aquestes disciplines reflecteixen el currículum habitual de la universitat medieval (trivium i quadrivium); això no obstant, com a lloc de discussió de noves idees, el Gresham va tenir un paper important durant la Il·lustració i en la formació de la Royal Society. Els primers professors dels Gresham inclouen personatges com Christopher Wren (astronomia), William Oughtred (geometria), Robert Hooke (geometria), i altres.
Els professors rebien £50 anuals, i les condicions i obligacions del seu càrrec eren molt precises.
Actualment els professors ostenten el seu càrrec per tres anys, i donen sis classes per any. Hi ha també professors visitants nomenats per donar una sèrie de classes. També es va crear el 1985 una setena càtedra de Comerç (Economia).

## El Gresham College avui
Des del 2000, el College rep regularment professors invitats que donen classe en les seves especialitats i organitza ocasionalment seminaris i conferències. El College fa unes 140 classes anuals, totes elles gratuïtes i obertes a tot el públic.
Encara que moltes de les classes es fan a la seva seu, la majoria es fan a la sala de conferències del Museu de Londres per raons de capacitat. Des del 2001, les classes són gravades en vídeo i pujades a la xarxa en la que ja hi ha més de 1000 arxius Arxivat 2014-07-02 a Wayback Machine..
El Gresham College no matricula estudiants ni proporciona cap mena de títol.